# Escudo de Amieva

El escudo de armas de Amieva fue adoptado oficialmente el 30 de agosto de 2001, y publicado en el Boletín Oficial del Principado de Asturias número 120, de 25 de mayo de 2002. Es medio partido y cortado. Sus tres cuarteles incluyen cargas que representan la ganadería, la agricultura y el Río Sella atravesando el concejo en las estribaciones de los Picos de Europa.
- Datos: Q8777817